# 33918 Janiscoville
33918 Janiscoville è un asteroide della fascia principale. Scoperto nel 2000, presenta un'orbita caratterizzata da un semiasse maggiore pari a 2,4140026 au e da un'eccentricità di 0,1282921, inclinata di 7,30829° rispetto all'eclittica. Ha un diametro di 3,294 km.